# Philautus romeri
Philautus romeri és una espècie de granota endèmica de Hong Kong.